# Finale del campionato mondiale di calcio 1966
La finale del campionato mondiale di calcio 1966 fu disputata il 30 luglio 1966 allo Stadio Wembley di Londra e vide la vittoria della nazionale dell'Inghilterra su quella della Germania Ovest con il risultato finale di 4-2 ai tempi supplementari, dopo che i tempi regolamentari erano terminati sul punteggio di 2-2 col pareggio dei tedeschi che arrivò al minuto 89.
Con questa vittoria l'Inghilterra si aggiudicò il suo primo campionato del mondo e divenne così la quinta nazionale ad aggiudicarsi il titolo. La finale rimarrà nella storia per il gol fantasma di Geoff Hurst (che siglerà una tripletta in questa partita), che fu il gol del provvisorio 3-2 che spianerà la strada alla vittoria finale degli inglesi.

## Le squadre
| Squadra        | Finali disputate in precedenza (il grassetto indica la vittoria) |
| -------------- | ---------------------------------------------------------------- |
| Inghilterra    | Nessuna                                                          |
| Germania Ovest | 1 (1954)                                                         |

## Cammino verso la finale
Note: In ogni risultato sottostante, il punteggio della finalista è menzionato per primo.
| Pos. | Nazionale   | Pt | G | V | N | P | GF | GS | DR |
| ---- | ----------- | -- | - | - | - | - | -- | -- | -- |
| 1.   | Inghilterra | 5  | 3 | 2 | 1 | 0 | 4  | 0  | +4 |
| 2.   | Uruguay     | 4  | 3 | 1 | 2 | 0 | 2  | 1  | +1 |
| 3.   | Messico     | 2  | 3 | 0 | 2 | 1 | 1  | 3  | -2 |
| 4.   | Francia     | 1  | 3 | 0 | 1 | 2 | 2  | 5  | -3 |

| Pos. | Nazionale      | Pt | G | V | N | P | GF | GS | DR |
| ---- | -------------- | -- | - | - | - | - | -- | -- | -- |
| 1.   | Germania Ovest | 5  | 3 | 2 | 1 | 0 | 7  | 1  | +6 |
| 2.   | Argentina      | 5  | 3 | 2 | 1 | 0 | 4  | 1  | +3 |
| 3.   | Spagna         | 2  | 3 | 1 | 0 | 2 | 4  | 5  | -1 |
| 4.   | Svizzera       | 0  | 3 | 0 | 0 | 3 | 1  | 9  | -8 |

## Descrizione della partita

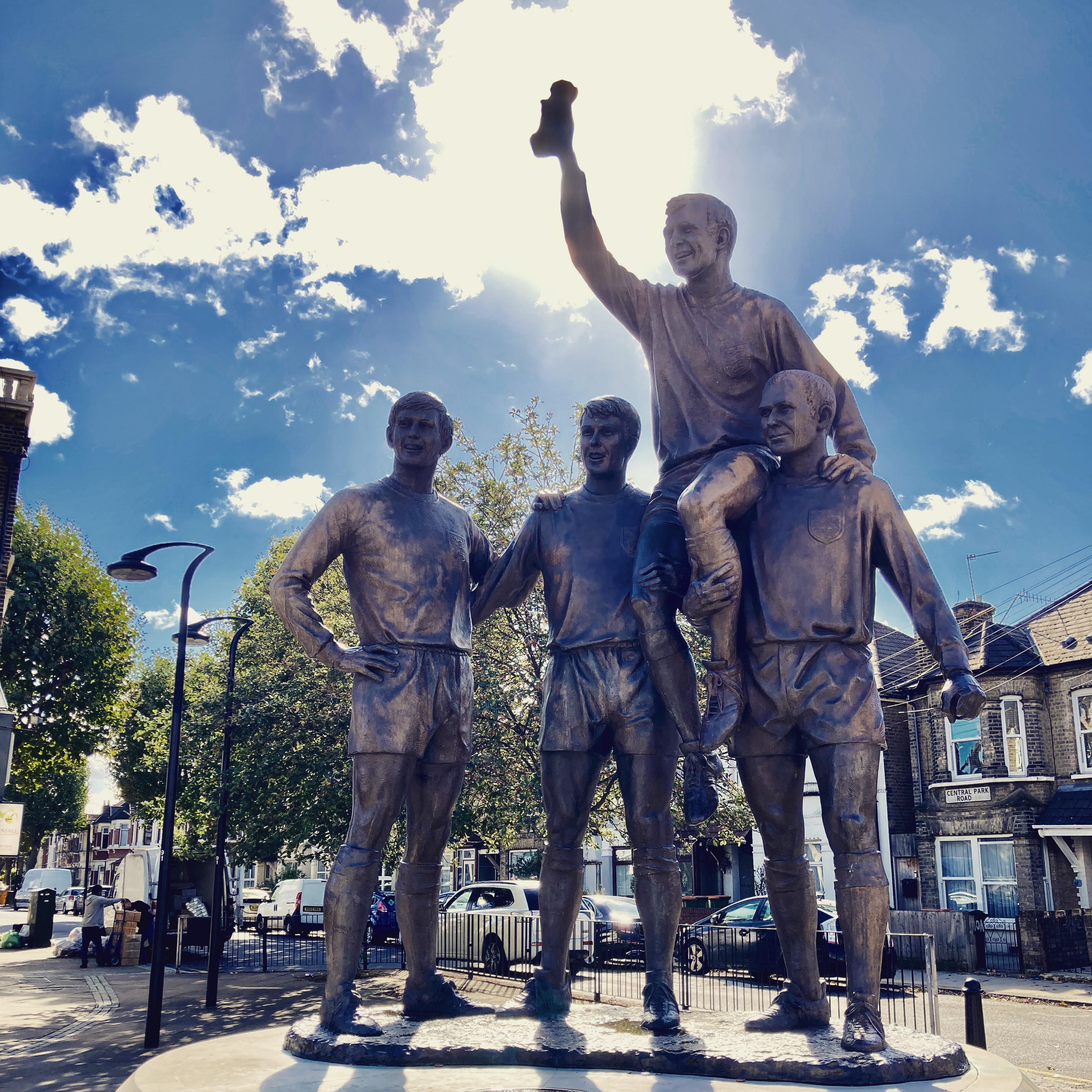
La scultura commemorativa della vittoria del campionato del mondo, realizzata a Londra, che ritrae il capitano Moore mentre alza al cielo la coppa Jules Rimet insieme ai compagni Hurst, Wilson e Peters

A sbloccare il risultato fu Haller che al dodicesimo minuto sfrutta l'errore difensivo di Wilson per portare avanti la Germania Ovest, ma dopo sei minuti l'Inghilterra guadagna una punizione che Moore batte velocemente per Hurst che di testa batte Tilkowski e pareggia la partita. Il primo tempo termina 1-1.
Nel secondo tempo dopo numerose occasioni create da entrambe le formazioni, sono gli inglesi a portarsi in vantaggio con Peters grazie ad un'azione nata da uno stop sbagliato da Beckenbauer. Quando i tempi regolamentari sembravano giungere al termine la Germania Ovest guadagna un calcio di punizione che viene battuto da Emmerich e dopo una serie di rimpalli che spiazzano la difesa inglese Weber calcia in porta segnando la rete del 2-2 che protrae l'incontro ai tempi supplementari.
Ai supplementari è un episodio a cambiare le sorti della partita: dalla fascia destra, Alan Ball serve un cross per Hurst che si gira e calcia da distanza ravvicinata. La palla colpisce prima la traversa e poi la linea di porta. L'arbitro dopo un iniziale tentennamento e consulto con il guardalinee convalida il gol fantasma. Negli ultimi minuti la Germania Ovest si distende in avanti in cerca di un insperato pareggio ma all'ultimo minuto Hurst sigla la sua tripletta personale e con il risultato di 4-2 l'Inghilterra si laurea, davanti ai suoi tifosi, campione del mondo per la prima volta.

## Tabellino
| Arbitro: | Dienst |

|                                  |           |                      |
| Hurst 18’, 101’, 120’ Peters 78’ | Marcatori | 12’ Haller 89’ Weber |

| Inghilterra | Germania Ovest |

| Inghilterra (4-1-3-2) |    |                 |     |
|                       |    |                 |     |
| P                     | 1  | Gordon Banks    |     |
| D                     | 2  | George Cohen    |     |
| D                     | 5  | Jack Charlton   |     |
| D                     | 6  | Bobby Moore     |     |
| D                     | 3  | Ray Wilson      |     |
| C                     | 4  | Nobby Stiles    |     |
| C                     | 7  | James Alan Ball |     |
| A                     | 9  | Bobby Charlton  |     |
| C                     | 16 | Martin Peters   | 20’ |
| A                     | 10 | Geoff Hurst     |     |
| A                     | 21 | Roger Hunt      |     |
| CT:                   |    |                 |     |
| Alf Ramsey            |    |                 |     |

| Germania Ovest (1-3-2-4) |    |                         |
|                          |    |                         |
| P                        | 1  | Hans Tilkowski          |
| D                        | 2  | Horst-Dieter Höttges    |
| D                        | 5  | Willi Schulz            |
| D                        | 6  | Wolfgang Weber          |
| D                        | 3  | Karl-Heinz Schnellinger |
| D                        | 4  | Franz Beckenbauer       |
| C                        | 12 | Wolfgang Overath        |
| C                        | 8  | Helmut Haller           |
| A                        | 9  | Uwe Seeler              |
| A                        | 10 | Siegfried Held          |
| A                        | 11 | Lothar Emmerich         |
|                          |    |                         |
| CT:                      |    |                         |
| Helmut Schön             |    |                         |

| Assistenti arbitrali: Tofik Bachramov (Unione Sovietica) Karol Galba (Cecoslovacchia) |